# Henry Czerny
Henry Czerny (ur. 8 lutego 1959 w Toronto) – kanadyjski aktor pochodzenia polskiego. Trzykrotny laureat Nagrody Gemini.

## Życiorys
Urodził się w Toronto jako najmłodsze z trójki dzieci Eugenii (z domu Mendyk) i Johna Czernego. Jego rodzice byli polskimi imigrantami. Jego matka pracowała w piekarni, a ojciec był spawaczem. Studiował na York University w Toronto. W 1982 ukończył National Theatre School w Montrealu. 
Występował na scenach w całej Kanadzie, od National Arts Centre w Ottawie po Citadel Theatre w Edmonton i Stratford Festival w Stratford. W 2000 otrzymał nagrodę Theatre World za występ w komedii George’a Bernarda Shawa Żołnierz i bohater.
Po raz pierwszy trafił na mały ekran w roli Carla Wallace’a w jednym z odcinków sitcomu familijnego CBC/Radio-Canada Edisonowie (The Edison Twins, 1986) – pt. „Bilet w jedną stronę” („One Way Ticket”) z Marnie McPhail. Następnie pojawił się jako David Marks w odcinku serialu kryminalnego CTV Television Network Nocna gorączka (Night Heat, 1986) – pt. „Ruch” („The Movement”) z Jeffem Wincottem. Z czasem stał się powszechnie uważany za aktora charakterystycznego, często grającego postacie złowrogie, autorytarne lub biurokratyczne. Za kreację księdza–przestępcy Petera Lavina w biograficznym miniserialu National Film Board of Canada Chłopcy od świętego Wincentego (The Boys of St. Vincent, 1992) zdobył Nagrodę Gemini za najlepszy występ aktora w roli pierwszoplanowej. W dramacie biograficznym Kevina Hooksa Triumf odwagi (Glory & Honor, 1998) został obsadzony w głównej roli podróżnika i odkrywcy Roberta Peary’ego. W odcinku serialu Mentorzy (Mentors, 1998) – pt. „Dziewiąta Beethovena” („A Ninth of Beethoven”) zagrał Ludwiga van Beethovena. 
Gościnna rola Maxa Malletta w odcinku serialu CTV Jedenasta godzina (The Eleventh Hour, 2005) – pt. „Zugzwang” przyniosła mu Nagrodę Gemini za najlepszy występ aktora w roli gościnnej w serialu dramatycznym. Jako Jack Swanson w odcinku serialu fantastycznonaukowego CTV Punkt krytyczny (Flashpoint, 2008) – pt. „Pierwszy w kolejce” („First in Line”) otrzymał Nagrodę Gemini za najlepszy występ aktora w roli gościnnej w serialu dramatycznym. Od 21 września 2011 do 12 kwietnia 2015 grał postać antagonisty Conrada Graysona w serialu ABC Zemsta.
11 sierpnia 2001 zawarł związek małżeński z Claudine Cassidy, z którą ma syna, Camerona.

## Filmografia

### Filmy
- 1988: Poskromienie złośnicy jako Lucentio
- 1992: The Sound and the Silence jako Casey Baldwin
- 1992: Buried on Sunday jako Nelson
- 1992: Chłopcy od świętego Wincentego jako Peter Lavin
- 1992: Skłócone miasto jako Fred Burham
- 1992: Złamane śluby jako Rick Peterson
- 1993: The Boys of St. Vincent: 15 Years Later jako Peter Lavin
- 1993: Droga do zwycięstwa jako drugi oficer
- 1993: I Love a Man in Uniform jako Joseph Riggs
- 1994: Trial at Fortitude Bay jako Daniel Metz
- 1994: Zdradzona rodzina jako Ed Rodgers
- 1994: Zimny pot jako Sean Mathieson
- 1994: Stan zagrożenia jako Robert Ritter
- 1994: Anchor Zone jako Lawson Hughes
- 1995: Choices of the Heart: The Margaret Sanger Story jako Bill Sanger
- 1995: Gdy zapada noc jako Martin
- 1995: The Michelle Apts. jako Alex
- 1995: Jenipapo jako Michael Coleman
- 1995: Notatki z podziemia jako człowiek podziemia
- 1996: Mission: Impossible jako Eugene Kittridge
- 1996: For Hope jako Ken Altman
- 1997: Spadkobierca jako Royal Leckner
- 1997: Burza lodowa jako George Clair
- 1998: Dziewczyna z sąsiedztwa jako Arthur Bradley
- 1998: Triumf odwagi jako Robert Edwin Peary
- 1998: My Father's Shadow: The Sam Sheppard Story jako Sam Reese Sheppard
- 1999: External Affairs jako Danny Jackman
- 1999: Kayla jako Asa Robinson
- 1999: P.T. Barnum jako Greenwood
- 2000: Pierwsza była Alice jako Harvey
- 2000: Cement jako Truman
- 2000: Opętanie jako Raymond McBride
- 2000: Potęga miłości jako Ted Merrick
- 2001: Bezpieczny port jako Ernst
- 2001: Come l'America jako Steven
- 2002: W imię miłości jako Michael
- 2002: Polowanie na czarownice jako Wielebny Samuel Parris
- 2003: Po ciemnej stronie jako Denny
- 2003: Kleptomanka jako Ivan
- 2003: The Failures jako Frank Kyle
- 2005: Egzorcyzmy Emily Rose jako dr Briggs
- 2005: The Circle jako Rick
- 2005: Teoria chaosu jako Martin Jenkins
- 2006: The Oakley Seven jako pan Whitney
- 2006: Różowa Pantera jako Yuri
- 2006: Rozmowy z Bogiem jako Neale Donald Walsch/Bóg
- 2006: Fido jako pan Bottoms
- 2007: Piąty pacjent jako Gerard Pinker
- 2008: Córka Russellów jako Howard Morrisey
- 2008: Dręczyciel jako Alex Stanton; film TV
- 2009: Modlitwy za Bobby’ego jako Robert Griffith
- 2009: Christmas Dreams jako Norman
- 2010: The Cult jako Nathan
- 2010: Ice Castles jako Marcus
- 2010: Drużyna A jako dyrektor McCready
- 2022: Mission: Impossible 7 jako Eugene Kittridge
- 2025: Mission: Impossible 8 jako Eugene Kittridge

### Seriale
- 1986: Night Heat jako David Marks
- 1989: Piątek 13-go jako Joe
- 1990: Street Legal jako John Connors
- 1991: Katts and Dog jako Gregory O’Toole
- 1991: Top Cops jako Sessler
- 1992: Street Legal jako Christopher Szabo
- 1992: Secret Service jako Blade
- 1993: Counterstrike jako Oliver Montcalm
- 1993: The Hidden Room jako Mitchell
- 1993: Secret Service jako Martel
- 1994: Legendy Kung Fu jako David Dawson
- 1998: Mentors jako Ludwig van Beethoven
- 2001: Further Tales of the City jako Luke
- 2003: CSI: Kryminalne zagadki Las Vegas jako porucznik Alan Brooks
- 2005: 11. godzina jako Max Mallett
- 2005: Kojak jako Robert Mercher
- 2006: Zaklinacz dusz jako Matt Mallinson
- 2006: Three Moons Over Milford jako Carl Davis
- 2007: Dynastia Tudorów jako Thomas Howard, książę Norfolk
- 2008: Punkt krytyczny jako Jack Swanson
- 2008: Detektyw Monk jako Aaron Larkin
- 2010: Less Than Kind jako David Rosen
- 2011: Wrogie niebo jako porucznik Terry Clayton
- 2011−2014: Zemsta jako Conrad Grayson